# Тычинино (деревня, Смоленская область)
Тычинино — деревня в Смоленском районе Смоленской области России. Входит в состав Пригорского сельского поселения.
Расположена в западной части области в 12 км к юго-востоку от Смоленска, в 6 км восточнее автодороги А141 Орёл — Витебск, на берегу реки Нагать. В 2 км севернее деревни расположена железнодорожная станция Тычинино на линии Смоленск — Рославль.

## История
В годы Великой Отечественной войны деревня была оккупирована гитлеровскими войсками в июле 1941 года, освобождена в сентябре 1943 года.
Деревня Тычинино упоминается в книге "Впечатления моей жизни" княгини Тенишевой Марии Клавдиевны. "Горела деревня Тычинино,  в двух с половиной верстах от Талашкина. Эта злосчастная деревня горела уже много раз. В ней жили зажиточные мужики,  хорошие,  работящие хозяева,  а рядом с ними было и несколько спившихся дворов,  завидовавших им и состоявших в непримиримой вражде с ними. Каждый раз это был поджог". Речь идёт о мае,  предположительно 1916 года.